# Canadian Solar
Canadian Solar est une entreprise de fabrication de panneaux photovoltaïque et de composants pour l'énergie solaire. Elle est basée à Guelph au Canada. Créée en 2001, Canadian Solar a été introduit au NASDAQ en 2006 et compte près de 400 distributeurs et grossistes dans le monde.
L'ensemble de la production est réalisée en Chine.

## Actionnaires
Liste des principaux actionnaires au 16 novembre 2019:
| Shawn Qu                                   | 23,3% |
| Schroder Investment Management (Hong Kong) | 6,85% |
| Lion Point Capital                         | 6,49% |
| Morgan Stanley & Co                        | 5,11% |
| Claren Road Asset Management               | 4,42% |
| Keywise Capital Management (HK)            | 3,33% |
| Columbia Wanger Asset Management           | 2,95% |
| Connor, Clark & Lunn Investment Management | 2,74% |
| The Vanguard Group                         | 2,69% |
| Quentec Asset Management                   | 2,67% |